# Oldřich Dvořák (zápasník)
Oldřich Dvořák (* 22. prosince 1953 Duchcov, Československo) je devítinásobný mistr Československa v zápase řecko-římském. V roce 1980 na olympijských hrách v Moskvě obsadil 6. místo v kategorii do 100 kg. Ve stejném roce obsadil v této kategorii 6. místo na mistrovství Evropy a v roce 1981 7. místo v kategorii +100 kg.